# Peter Chatel
Peter Chatel, pseudonimo di Peter Schlätel o Peter Schlaetel (Bad Segeberg, 7 dicembre 1943 – Amburgo, 25 agosto 1986), è stato un attore e drammaturgo tedesco, noto per il ruolo di Eugen nel film di Rainer Werner Fassbinder Il diritto del più forte del 1974.

## Biografia
Iniziò la sua carriera a 25 anni, apparendo in un episodio della serie poliziesca Der Kommissar dove interpretò il ruolo di un drogato, e poi in numerosi programmi televisivi. Poco attratto da una interessante carriera televisiva – grazie anche al suo bell'aspetto – si trasferì in Italia dove lavorò con registi di fama. Giorgio Albertazzi lo scelse per il ruolo principale maschile nel film Gradiva che fruttò a Chatel il premio come Miglior attore al Festival di Locarno nel 1970. In quegli anni l'attore fu anche diretto da Radley Metzger nel dramma erotico Camille 2000 e da Joseph Losey in L'assassinio di Trotsky.
A causa di una vicenda giudiziaria: era stato trovato dalla polizia con 40 grammi di marijuana nascosti in una confezione di tè, venne condannato, poi graziato, ma espulso dall'Italia nel 1971. Tornato in Germania, iniziò una collaborazione molto proficua con Rainer Werner Fassbinder presso il Theater am Turm di Francoforte ed inoltre apparve in sette film diretti dal regista bavarese. Il ruolo più rilevante fu quello di Eugen, rampollo borghese omosessuale, ne Il diritto del più forte del 1974. Nel 1980 recitò in Lili Marleen, ultima collaborazione con Fassbinder. Negli anni ottanta si dedicò alla scrittura di drammi che mise in scena con successo di critica e pubblico sia in Germania che in Francia, Paese in cui si trasferì. 
Morì a 42 anni nel 1986 ad Amburgo di AIDS.

## Filmografia
- Ein Mädchen meldet sich nicht mehr, regia di Theodor Grädler - episodio della serie TV Der Kommissar (1969)
- Gradiva, regia di Giorgio Albertazzi (1970)
- Der Tote von Zimmer 17, regia di Wolfgang Becker - episodio della serie TV Der Kommissar (1971)
- Chi l'ha vista morire?, regia di Aldo Lado (1971)
- Uno dei tre, regia di Gianni Serra (1972)
- Questa notte o mai (Heute Nacht oder nie), regia di Daniel Schmid (1972)
- La tenerezza del lupo (Die Zärtlichkeit der Wölfe), regia di Ulli Lommel (1973)
- Il mondo sul filo (Welt am Draht), regia di Rainer Werner Fassbinder - film TV (1973)
- 1 Berlin-Harlem, regia di Lothar Lambert, Wolfram Zobus (1974)
- Martha, regia di Rainer Werner Fassbinder (1974)
- La Paloma, regia di Daniel Schmid (1974)
- Karl May, regia di Hans-Jürgen Syberberg (1974)
- Domanns Mörder, regia di Wolfgang Becker - episodio della serie TV Der Kommissar (1974)
- Traumbilder, regia di Helmuth Ashley - episodio della serie TV Der Kommissar (1974)
- Il diritto del più forte (Faustrecht der Freiheit), regia di Rainer Werner Fassbinder (1975)
- Il viaggio in cielo di mamma Kusters (Mutter Küsters' Fahrt zum Himmel), regia di Rainer Werner Fassbinder (1975)
- Stumme Zeugen, regia di Peter Beauvais - film tv (1975)
- Alarm auf Revier 12, regia di Zbyněk Brynych - episodio della serie TV L'ispettore Derrick (1975)
- L'ombra degli angeli (Schatten der Engel), regia di Daniel Schmid (1976)
- Hinzelmeier
- Die Erzählungen Bjelins, regia di Uli Edel, Klaus Emmerich, Hajo Gies - film TV a episodi (1976)
- Nessuna festa per la morte del cane di Satana (Satansbraten), regia di Rainer Werner Fassbinder (1976)
- Jane bleibt Jane, regia di Walter Bockmayer, Rolf Bührmann - film TV (1977)
- Lili Marleen, regia di Rainer Werner Fassbinder (1980)
- Malou, regia di Jeanine Meerapfel (1981)
- Via Genua, regia di Helmuth Ashley - episodio della serie TV L'ispettore Derrick (1983)
- Die kleine Ahrens, regia di Günter Gräwert - episodio della serie TV L'ispettore Derrick (1983)
- La neve nel bicchiere , regia di Florestano Vancini (1984)
- Prima del futuro, regia di Ettore Pasculli, Fabrizio Caleffi e Gabriella Rosaleva (1985)
- Sei delitti per padre Brown, regia di Vittorio De Sisti - miniserie TV (1988) - postumo